# HC 1970 Bolevec
HC 1970 Bolevec je nejstarší klub pozemního hokeje v Plzni. V současnosti hraje tento tým 1. ligu. Založený byl v roce 1970.
Klub ve své historii získal 7 titulů mistra České republiky v mládežnických kategoriích.
- Ml.žáci: vicemistr ČR (2010 - hala), 3. místo na Mistrovství ČR (2012)
- St. žáci: Mistr ČR – 3x (1995, 2000, 2001), vicemistr ČR (2009 - hala)
- Ml. dorost: Mistr ČR – 2x (2000, 2002)
- St. dorost: Mistr ČR – 2x (2007,2010-hala), 3. místo (2016 - hala)

Družstvo mužů hrálo nejvyšší soutěž venkovní soutěž v letech 2003 a 2007/2008 a 2009/2010. V současné době působí v 1.lize mužů.
V sezóně 2010/2011 se mužstvo mužů poprvé v historii probojovalo do české extraligy v halovém hokeji, ze které na rok spadlo do 1.ligy, než se týmu Bolevce opět povedlo v sezóně 2021/2022 vrátit do české nejvyšší soutěže, kterou hraje dodnes.
Současným trenérem týmu mužů je Jan Bláha, kapitánem a předsedou Lukáš Bicek.